# Марион (округ, Айова)
Ма́рион (англ. Marion County) — округ в США, штате Айова. На 2000 год численность населения составляла 32 054 человек. По оценке бюро переписи населения США в 2009 году население округа составляло 32 682 человек. Окружным центром является город Ноксвилл.

## История
Округ Марион был сформирован в 10 июня 1845 года.

## География
По данными Бюро переписи населения США площадь округа Марион составляет 1435 км².

### Основные шоссе
- Автострада 5
- Автострада 14
- Автострада 92
- Автострада 163
- Автострада 316

### Соседние округа
- Джаспер (север)
- Махаска (восток)
- Монро (юго-восток)
- Лукас (юго-запад)
- Уоррен (запад)

## Население
| Численность жителей |       |       |       |       |       |       |       |       |       |       |       |       |
| Год                 | 1900  | 1910  | 1920  | 1930  | 1940  | 1950  | 1960  | 1970  | 1980  | 1990  | 2000  | 2008  |
| Кол-во              | 24159 | 22995 | 24957 | 25727 | 27019 | 25930 | 25886 | 26352 | 29669 | 30001 | 32052 | 32596 |

По данным переписи населения 2000 года в округе проживало 32 054 жителей. Среди них 24,2 % составляли дети до 18 лет, 16,3 % люди возрастом более 65 лет. 50,0 % населения составляли женщины.
Национальный состав был следующим: 97,2 % белых, 0,6 % афроамериканцев, 0,2 % представителей коренных народов, 1,2 % азиатов, 1,3 % латиноамериканцев. 0,7 % населения являлись представителями двух или более рас.
Средний доход на душу населения в округе составлял $18717. 8,4 % населения имело доход ниже прожиточного минимума. Средний доход на домохозяйство составлял $51252.
Также 84,0 % взрослого населения имело законченное среднее образование, а 18,9 % имело высшее образование.